# Eudald Xuriguera
Eudald Xuriguera fou un líder del moviment obrer català del segle xix. Format en les idees del socialisme, al qual arribà des del sector tèxtil, destaca la seva participació com a líder de la Federació de les Tres Classes de Vapor, des d'on impulsà diverses accions sincials. També participà en la Unió Manufacturera (1872) com a representant dels teixidors mecànics. Assistí a les sessiones dites possibilistes de la Segona Internacional a París, on la representació catalana va topar amb la del PSOE, de línia marxista.